# Антониево-Леохновский монастырь
Антониево-Леохновский Спасо-Преображенский мужской монастырь находится неподалеку от города Старая Русса в деревне Леохново.
Обитель сформировалась в середине XVI века благодаря усилиям Антония Леохновского, принявшего постриг от местного пустынника. Тогда же на территории монастыря была построена первая деревянная Преображенская церковь.
Антоний умер в начале 1610-х годов, а уже в конце 1620-х годов в монастырь были перенесены его мощи, что считается не только значительным религиозным, но и политическим событием (ознаменованием преодоления шведской оккупации Новгорода).
В XVII—XVIII веках обитель имела характер пустыни. В 1764 году монастырь был упразднён, однако монастырский храм далее имел статус приходского. В 1788 году сгорели оба храма бывшего монастыря, после чего был возведён новый Спасо-Преображенский храм.
В 1829 году на территории бывшего монастыря была построена новая колокольня по проекту В. П. Стасова.
В 1938 году приход был ликвидирован. В начале XXI века храм был отреставрирован, и монастырь был снова открыт.
Этот монастырь хранит мощи почитаемого святого Антония Леохновского.